# Frédéric Baillehaiche
Frédéric Baillehaiche est un monteur français.

## Biographie
Il fait des études de cinéma à la Femis, département montage, dont il sort diplômé en 2008.
En 2014, il réalise le montage de son premier film Party Girl, récompensé par la caméra d'or au festival de Cannes 2014 et nommé pour le César du meilleur montage.
Il collabore quatre fois avec la réalisatrice Catherine Corsini.

## Filmographie partielle
- 2013 : Tout est permis d'Émilie Deleuze
- 2014 : Party Girl de Marie Amachoukeli, Claire Burger et Samuel Theis
- 2015 : La Belle Saison de Catherine Corsini
- 2015 : Rendez-vous à Atlit de Shirel Amitaï
- 2016 : Jamais contente d'Émilie Deleuze
- 2016 : Le Petit Locataire de Nadège Loiseau
- 2017 : De plus belle d'Anne-Gaëlle Daval
- 2017 : Vierges de Keren Ben Rafael
- 2018 : Un amour impossible de Catherine Corsini
- 2018 : La Surface de réparation de Christophe Régin
- 2019 : La source de Rodolphe Lauga
- 2020 : Amants de Nicole Garcia
- 2021 : Dune Dreams de Samuel Doux
- 2021 : La Fracture de Catherine Corsini
- 2023 : Avant l'effondrement d'Alice Zeniter et Benoît Zeniter
- 2023 : Le Retour de Catherine Corsini
- 2023 : Cinq Hectares d'Emilie Deleuze
- 2024 : Langue étrangère de Claire Burger

## Distinctions

### Nominations
- César 2015 : César du meilleur montage pour Party Girl
- César 2022 : César du meilleur montage pour La Fracture